# Baboi Craic
Baboi Craic (Baboe Kraik, Boboe Craic, Baboi Kraik, „Unter-Baboi“) ist ein osttimoresischer Suco im Verwaltungsamt Atsabe (Gemeinde Ermera).

## Geographie

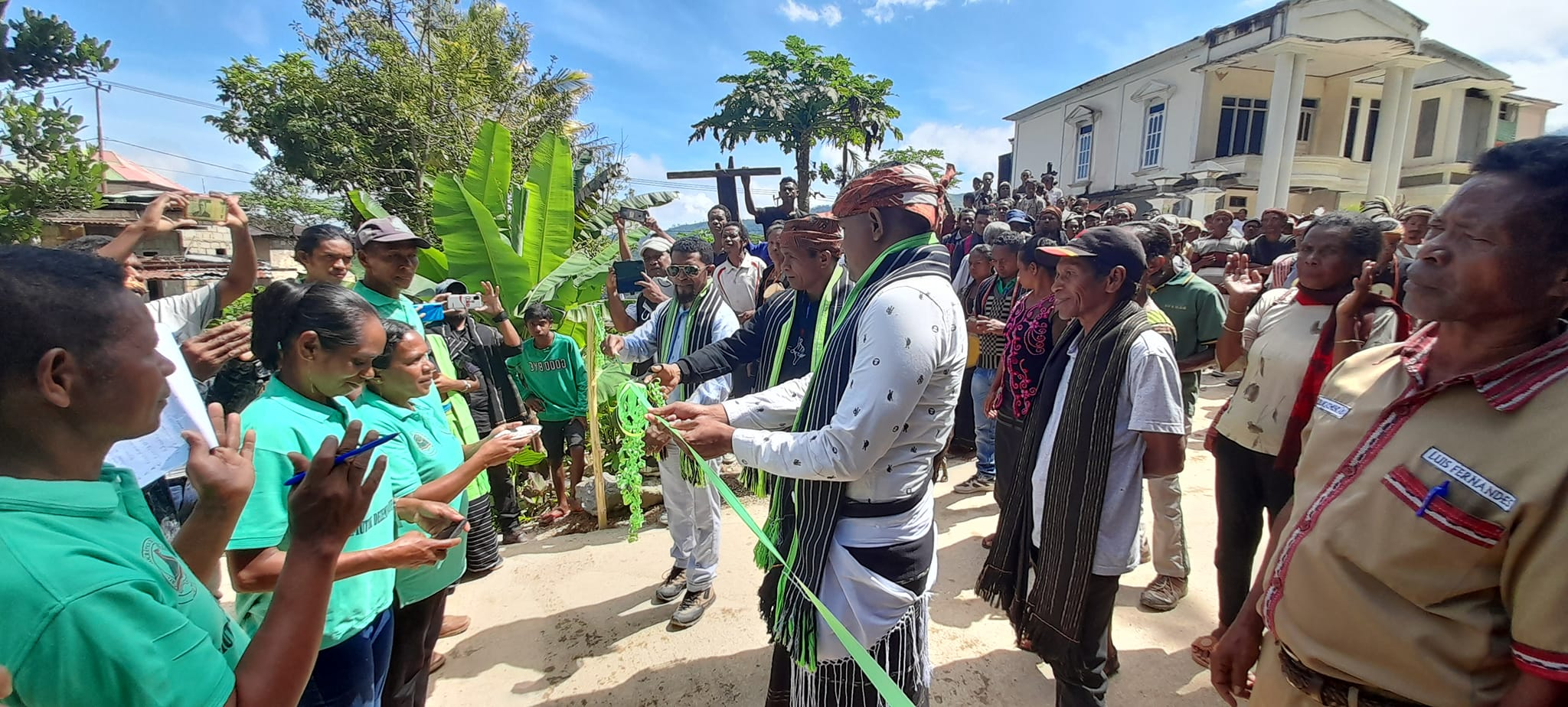
Eröffnung der Dorfstraße von Cailulic (2022)

Vor der Gebietsreform 2015 hatte Baboi Craic eine Fläche von 16,20 km². Nun sind es 5,99 km². Der Suco liegt im Nordosten des Verwaltungsamts Atsabe. Nördlich liegt der Suco Baboi Leten, nordwestlich der Suco Leimea Leten und südlich die Sucos Malabe, Laclo und Parami. Östlich liegt das zur Gemeinde Ainaro gehörende Verwaltungsamt Ainaro mit seinen Sucos Manutaci und Ainaro. Der Fluss Magapu kommt aus Baboi Leten und folgt dem westlichen Teil der Grenze zwischen den beiden Sucos. Der Fluss gehört zum System des Lóis.
Den Westen von Baboi Craic durchquert die Überlandstraße, die vom Ort Atsabe nach Bobonaro im Süden führt. An ihr liegen die Orte Colimali (Kolimali), Atudose, Cailulic (Cailulik, Kailulik). Nordwestlich der Straße liegen die Dörfer Raibuti, Lelobere (Leloiene, Leloiere) und Lauabe. In Cailulic gibt es eine Grundschule, die Escola Baboi Craic.
Im Suco befinden sich die sechs Aldeias Atudose, Cailulic, Colimali, Lauabe, Lelobere und Raibuti.

Grabmal eines Veteranen
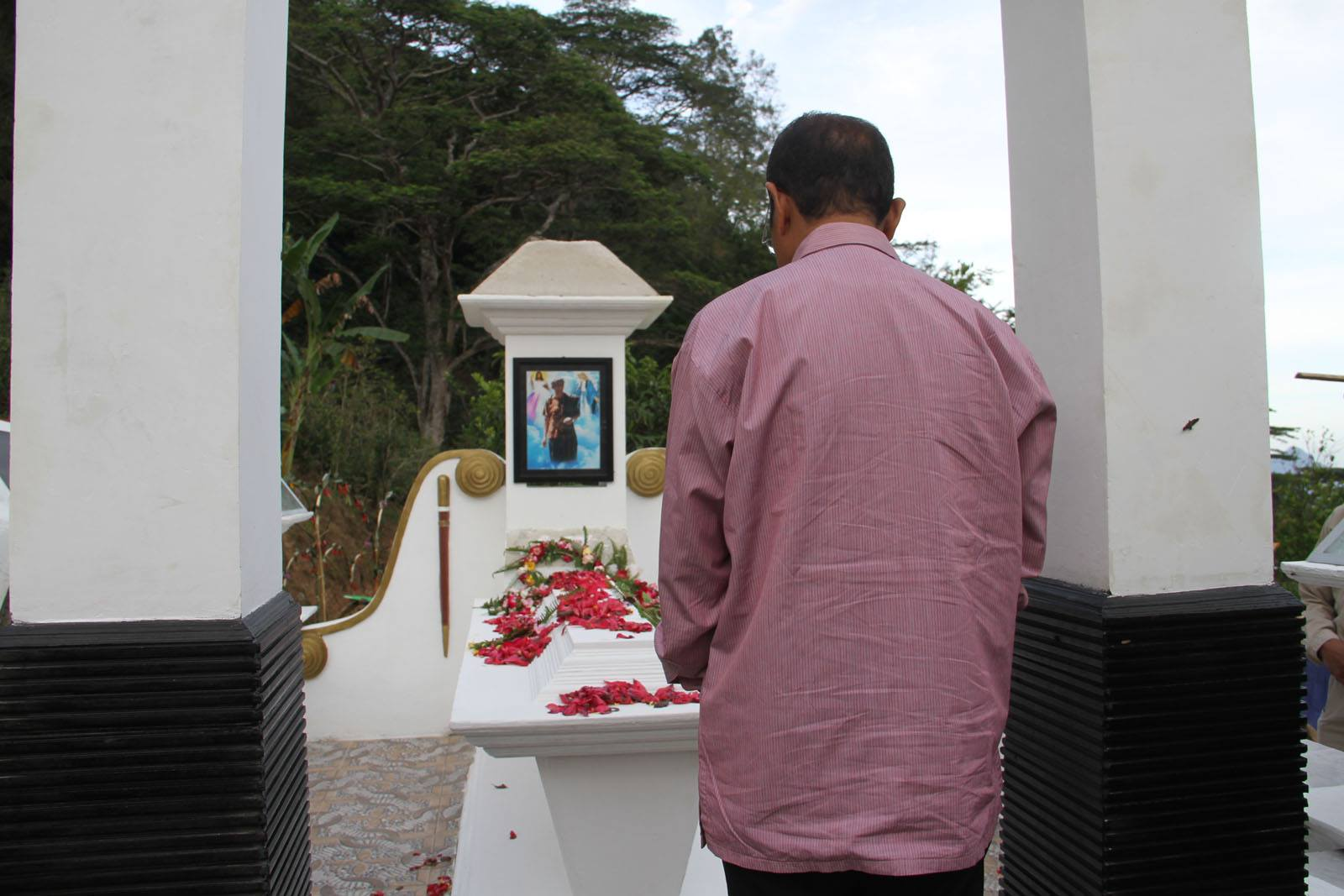
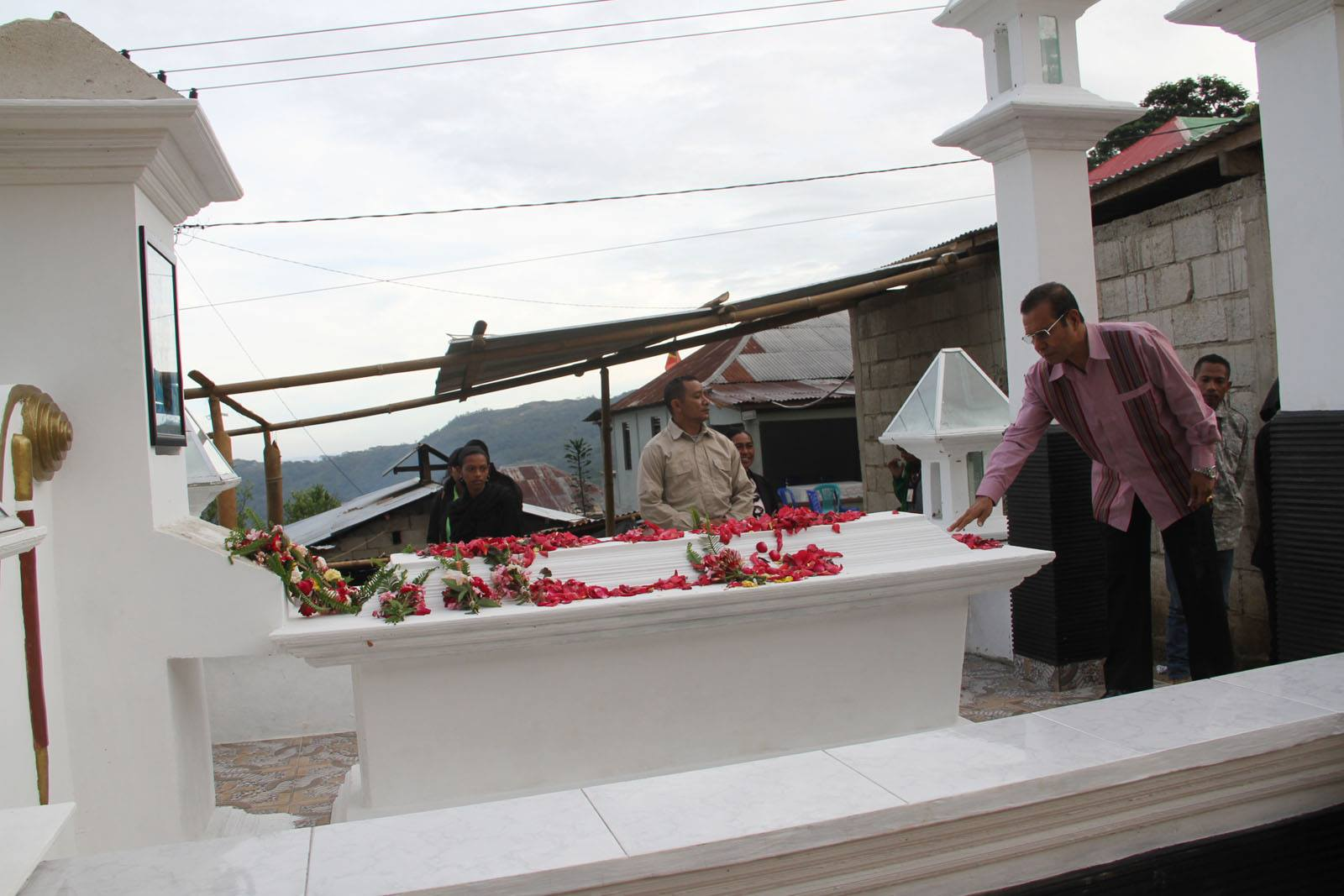

## Einwohner
Im Suco leben 1.739 Einwohner (2022), davon sind 889 Männer und 850 Frauen. Im Suco gibt es 336Haushalte. Über 91 % der Einwohner geben Kemak als ihre Muttersprache an. Knapp 7 % sprechen Tetum Prasa und Minderheiten Mambai oder Bunak.

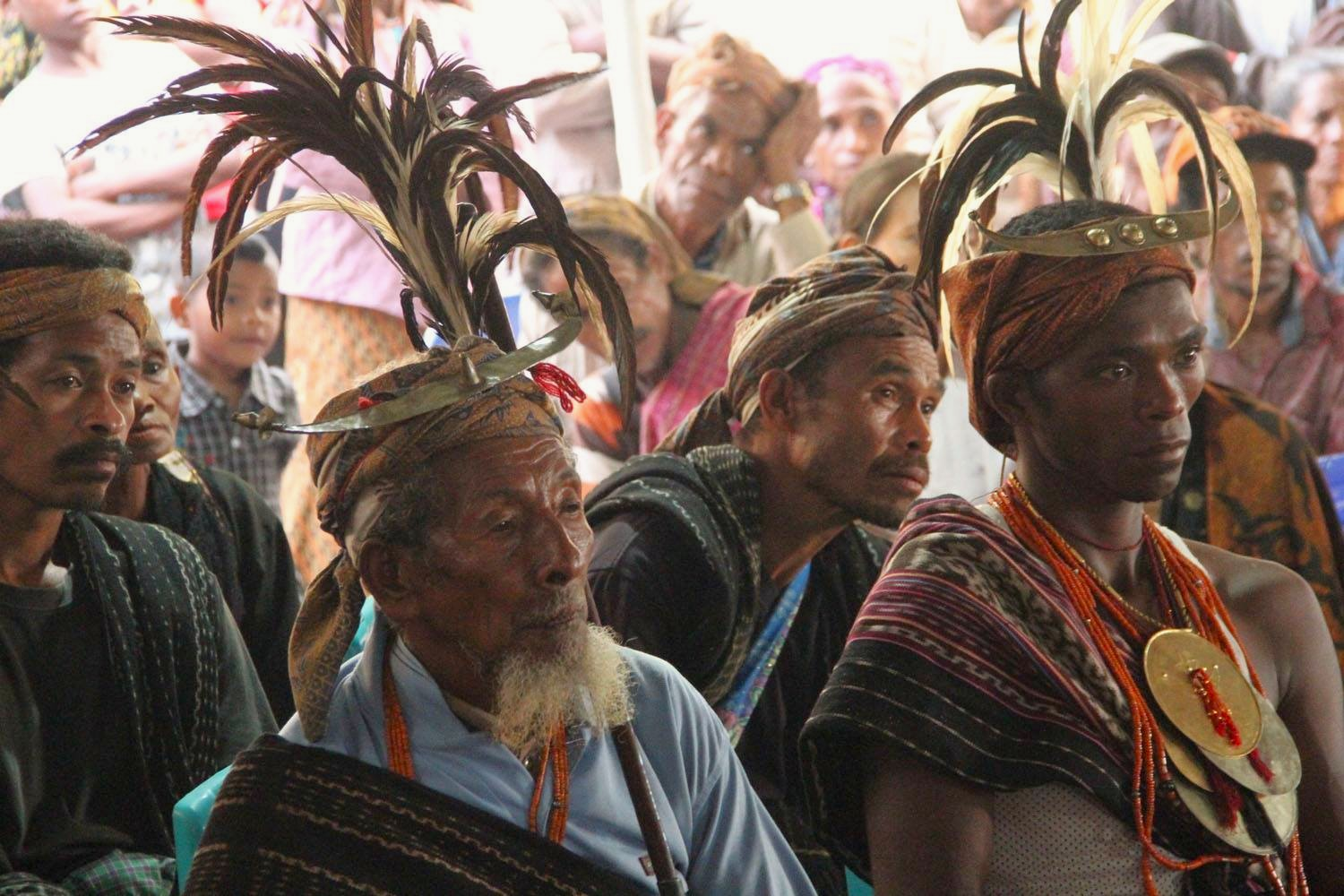
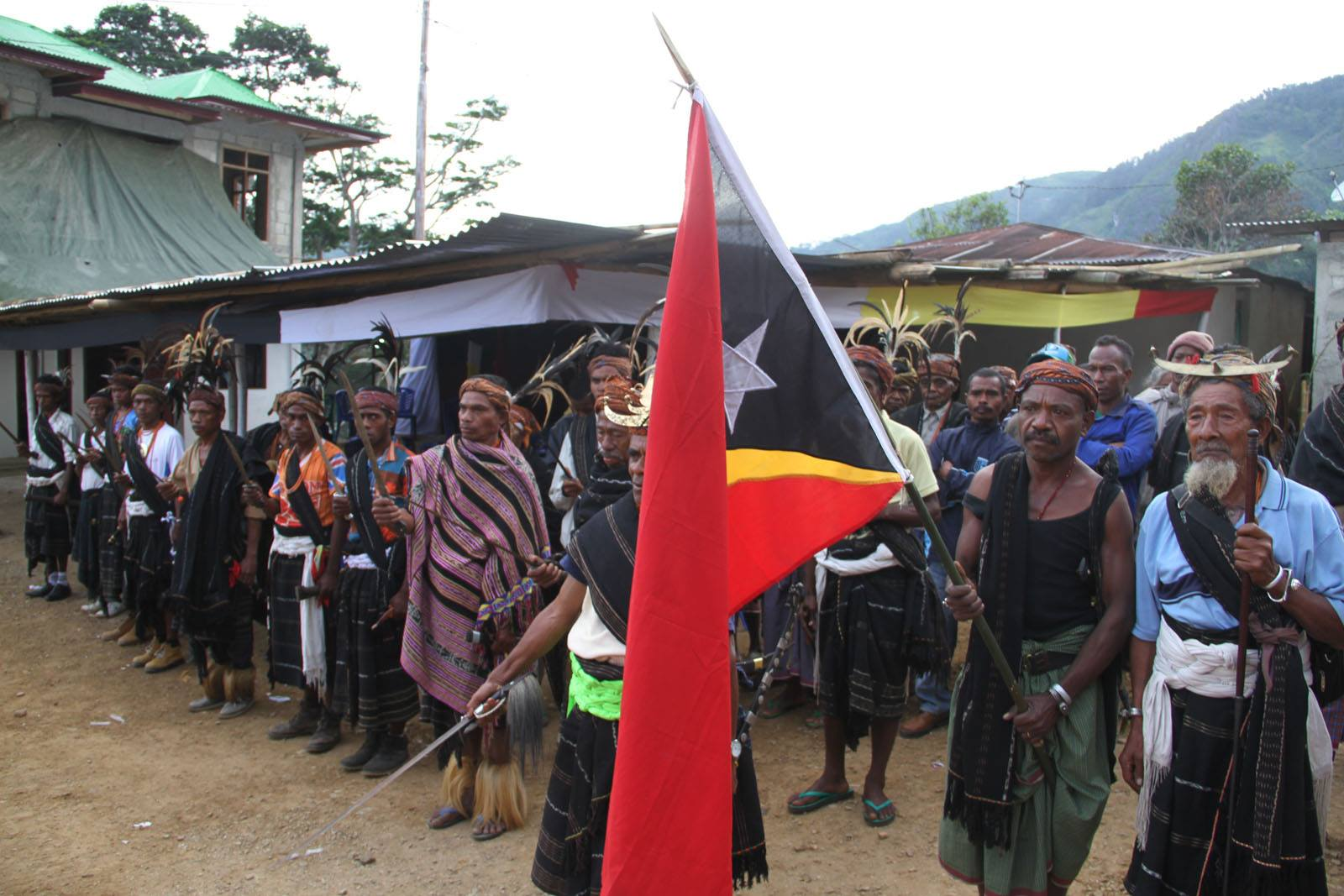

## Politik

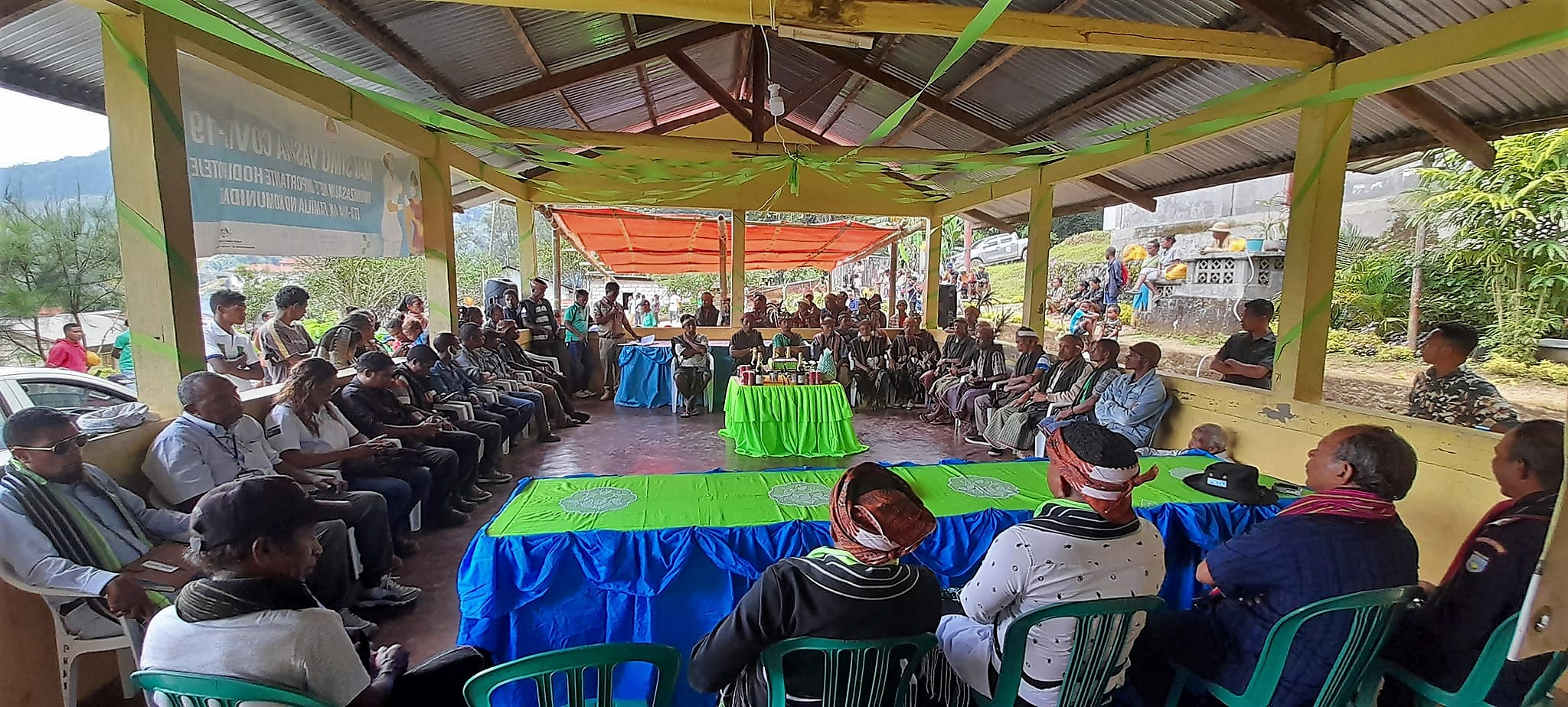
Im Sitz des Sucos

Bei den Wahlen von 2004/2005 wurde Angelino Naibili da Silva zum Chefe de Suco gewählt und 2009 in seinem Amt bestätigt. 2016 gewann Luis Fernandes.